# Greenstone
Greenstone est un logiciel de GED avec pour principale fonction la création de bibliothèque virtuelles.
Greenstone a été conçu dans le cadre du New Zealand Digital Library Project, par l'université de Waikato en Nouvelle-Zélande.
Le projet est actuellement soutenu et utilisé par l'UNESCO.

## Technologies
Greenstone 2.8 existe pour Microsoft Windows et Linux. Pour sa version web, il a besoin d'un serveur Apache acceptant le mode CGI ainsi que de Java et Perl pour l'application cliente (création de bases).
La version 3, totalement réécrite, est aujourd'hui en phase de tests.

## Caractéristiques
- Communauté importante de développeurs dans le monde
- Facile à installer et à paramétrer. Ne nécessite qu'une connaissance de base en HTML pour paramétrer l'interface
- OAI-PMH
- Conversion des métadonnées UNIMARC - MARC21 - Dublin Core
- Compatible avec XML/TEI : http://www.nzetc.org